# Степ (фільм 1962)
Степ (італ. La steppa) — фільм італійського режисера Альберто Латтуадо, знятий за мотивами повісті А. П. Чехова «Степ (Історія однієї подорожі)». Зйомки проходили у місті Зренянин (Сербія). Вперше фільм представлений на 12-му Берлінському міжнародному кінофестивалі у 1962 році.

## Сюжет
Події розгортаються в середині XIX сторіччя на теренах Російської імперії. Вдова колезького секретаря відправляє свого сина Єгора у місто для влаштування на навчання у гімназію. Єгор вирушає у подорож разом зі своїм дядьком, Іваном Івановичем, та священником, батьком Христофором. На шляху до міста вони спостерігають насичене життя степу, його неповторні пейзажі, зустрічають та знайомляться із різними цікавими людьми, вирішують господарські справи та зрештою дістаються цілі.

## Відзнаки на нагороди
У 1963 році на кінофестивалі у Вальядоліді фільм відзначений нагородою «Золотий колос».